# Aquecimento global de 1,5 ºC
Aquecimento global de 1,5 ºC (no original em inglês, Global Warming of 1.5 ºC — An IPCC Special Report on the impacts of global warming of 1.5°C above pre-industrial levels and related global greenhouse gas emission pathways, in the context of strengthening the global response to the threat of climate change, sustainable development, and efforts to eradicate poverty) é um relatório especial do Painel Intergovernamental sobre Mudanças Climáticas (IPCC) publicado em 2018 para estudar os impactos de um aquecimento global de 1,5 ºC, meta estabelecida pelas nações durante a 21ª Conferência das Partes da Convenção-Quadro das Nações Unidas sobre a Mudança do Clima (CQNUMC), e formalizada no Acordo de Paris de 2015. O relatório analisou milhares de trabalhos relevantes produzidos nos anos recentes e confirmou as conclusões gerais dos relatórios anteriores, mas colocou em maior evidência a urgência e a vasta amplitude das mudanças necessárias para que a meta seja alcançada e as piores consequências previstas sejam evitadas.

## Contexto
Durante muitos anos vigorou a ideia de que o aquecimento global deveria ser contido no limite de 2 ºC, pois considerava-se que era o nível de aquecimento máximo que o sistema da Terra poderia suportar sem desencadear consequências catastróficas. Com o aprofundamento do conhecimento sobre o problema, especialmente após estudos de 2014 revelando que o gelo polar estava se mostrando muito mais instável do que o previsto, as preocupações da comunidade científica aumentaram rapidamente. Isso levou a CQNUMC a designar um grupo de 70 destacados climatologistas para realizarem uma reavaliação das metas globais até então em vigor, chegando à conclusão de que seria mais prudente manter o aquecimento "bem abaixo de 2 ºC".
A recomendação foi acatada oficialmente pela comunidade internacional e o nível de 1,5 ºC foi definido na 21ª Conferência das Partes, sendo consagrado no Acordo de Paris de 2015. A partir do Acordo, o IPCC decidiu fazer uma avaliação dos impactos de um aquecimento de 1,5 ºC, para subsidiar legisladores e futuras ações de mitigação e adaptação ao aquecimento global, resultando no presente relatório, elaborado por 91 especialistas e revisores de 40 países, que analisaram uma bibliografia de mais de 6 mil títulos com as mais recentes e relevantes pesquisas no campo.

## Principais conclusões do relatório
- As atividades humanas já provocaram um aumento global médio da temperatura de aproximadamente 1 ºC. Se as tendências continuarem inalteradas, um aquecimento de 1,5 ºC será atingido entre 2030 e 2052.[4]
- É improvável que o aquecimento seja contido em 1,5 ºC se as tendências continuarem inalteradas.[4]
- É provável que as consequências de um aquecimento de 1,5 ºC sejam substancialmente menos graves do que as de um aquecimento de 2 ºC. A diferença é exemplificada:[4]
  - 12% das espécies de insetos, 8% de plantas e 4% de vertebrados teriam seus habitats preservados.[4]
  - De 1,5 a 2,5 milhões de km2 a mais de solo de permafrost seria preservado do derretimento.[4]
  - Cerca de 2% a mais dos ecossistemas terrestres seriam preservados.[4]
  - Cerca de 420 milhões de pessoas seriam poupadas da exposição a ondas de calor extremo até 2100.[4]
  - Cerca de 10 milhões de pessoas seriam poupadas da exposição à subida do nível do mar até 2100.[4]
  - É muito provável que sejam substancialmente reduzidos os riscos de um derretimento completo do gelo flutuante do Oceano Ártico e os impactos negativos sobre a biodiversidade, os padrões de chuva e vento e os serviços ambientais, e devem ser menores que no cenário de 2ºC os efeitos negativos em termos de eventos de clima extremo, desoxigenação, aquecimento, acidificação e subida do oceano.[4][5]
  - É muito provável que sejam substancialmente reduzidos os impactos negativos sobre os estoques de água, energia e alimentos, a saúde pública, a segurança e as finanças mundiais, e o aumento da pobreza e da fome devem ser menores no cenário de 1,5 ºC.[4][5]
  - Os riscos de mudanças radicais no sistema do clima e de ultrapassagem de pontos de mudança irreversível nos vários componentes do sistema terrestre devem ser menores no cenário de 1,5 ºC.[5]
  - Devem ser menores no cenário de 1,5 ºC os riscos combinados sobre áreas especialmente vulneráveis, como as ilhas baixas, áreas superpovoadas e áreas sujeitas a desertificação, inundação, deslizamentos, tempestades ou erosão.[5]
  - A recuperação de ecossistemas degradados deve ser mais fácil em um cenário de 1,5 ºC que no cenário de 2ºC.[5]
  - Os custos de adaptação ao aquecimento seriam substancialmente reduzidos.[4]
- É improvável que as metas de emissão de gases estufa estabelecidas pelo Acordo de Paris sejam capazes de conter o aquecimento em 1,5 ºC.[4]
- Para que o nível de 1,5 ºC seja mantido, as emissões de gases estufa devem cair 45% até 2030 e chegar a zero em torno de 2050. A meta é difícil de ser alcançada mas não é impossível, existindo as tecnologias e o conhecimento necessários, mas os esforços de combate ao aquecimento precisam ser drasticamente aumentados e a transição para um sistema global sustentável precisa ser rápida.[4]

Embora o IPCC afirme que não existem "níveis seguros" de aquecimento, e enfatize que qualquer elevação adicional ao já observado é indesejável, reconhece que é impossível uma transição instantânea para a sustentabilidade, e que algum aquecimento adicional é inevitável. Porém, o relatório deixou bastante claro que existem muitas vantagens e são menores os riscos em um nível de 1,5 ºC, e que as nações deveriam envidar todos os esforços para que ele seja mantido. Segundo Hans-Otto Pörtner, co-presidente do Grupo de Trabalho II do IPCC, "cada fração adicional de aquecimento importa, especialmente porque o aquecimento superior a 1,5 ºC aumenta os riscos associados a mudanças irreversíveis ou de longa duração".

## Repercussão
O relatório recebeu ampla divulgação internacional e foi recebido de maneira geral como um marco importante, e como um claro alerta de que é preciso mudanças profundas e rápidas nos sistemas de produção e consumo, bem como nos modos de pensamento e relação com a natureza, para que o mundo não enfrente um desafio do qual não poderá sair sem traumas catastróficos em múltiplos níveis.
Matt McGrath, correspondente especial da BBC, declarou que "não há dúvidas de que este sumário é o mais significativo alerta dos últimos vinte anos sobre os impactos da mudança climática". O editorial da edição de 9 de outubro de 2018 do influente jornal The New York Times enfocou a publicação e colocou como manchete a frase "Acordem, líderes do mundo. O alerta é ensurdecedor", e introduzindo a matéria, disse: "Quando um grupo cauteloso, científico e largamente apolítico como o IPCC diz que o mundo deve transformar completamente seus sistemas de energia dentro da próxima década ou arriscar-se a um desastre ecológico e social, deve-se prestar atenção".
Nas palavras de António Guterres, secretário-geral das Nações Unidas, "este relatório, produzido pelos principais climatologistas em atividade, é um sonoro chamado para o mundo. Ele confirma que a mudança climática está andando mais rápido que nós, e que nosso tempo está acabando". O editorial da prestigiada revista Nature de 9 de outubro de 2018 afirmou: "O cenário é sombrio. Os legisladores e as outras pessoas devem tirar deste relatório um sentido de urgência, o entendimento de que a mudança climática é um problema de agora, e a convicção de que podem fazer a diferença. [...] Como o sumário publicado em 8 de outubro deixa claro, 1,5 ºC já é problemático o bastante, mas há um mundo de diferença entre 1,5 e 2 ºC". Julia Steinberger, professora e pesquisadora da Universidade de Leeds, disse que "este relatório mostra claramente que devemos agir juntos para reduzir as emissões a zero nos próximos vinte anos. Uma redução rápida nesta escala só será possível se falarmos em voz alta, e pressionarmos juntos as indústrias e legisladores". Na opinião de Nathan Hultman, diretor do Center for Global Sustainability da Universidade de Maryland,
"O relatório é chocante, não porque os cientistas estejam surpresos com a mensagem — de fato, ela é baseada em estudos já publicados — mas porque ela é extraordinária e alarmante. A diversidade e severidade dos impactos da mudança climática se parecem com o enredo de um filme de Hollywood, mas na verdade, e de maneira perturbadora, é a clarividente projeção do que teremos de enfrentar se rejeitarmos uma maciça mobilização econômica e uma rápida transição para uma energia limpa. [...] O relatório do IPCC cristaliza o que já sabíamos sobre os riscos da mudança climática e coloca o desafio em grande evidência. A escala e a rapidez da transformação exigirá não apenas novas tecnologias, mas inovação nas maneiras de nos organizarmos e nas formas de resposta. Não obstante, um engajamento real e profundo com este problema pode realizar uma melhoria genuína na qualidade de vida em toda parte. [...] A oportunidade está aqui, e o relatório urge que a aproveitemos".
Apesar da gravidade da questão como foi colocada, o relatório recebeu várias críticas por ser alegadamente cauteloso e conservador demais. Essas críticas o IPCC tem recebido desde sua fundação, e para um significativo grupo de especialistas a situação é ainda mais grave e urgente do que o IPCC apresenta. Para Michael Mann, diretor do Centro de Ciência do Sistema Terrestre da Universidade Estadual da Pensilvânia e antigo autor principal dos relatórios do IPCC, este documento não é alarmista, como os negacionistas do clima têm afirmado, e "se é alguma coisa, é o oposto. Mais uma vez, neste último relatório, o IPCC foi excessivamente conservador". James Hansen, um dos principais climatologistas do mundo, disse que "1,5 ºC não apenas irá transformar a Terra além do reconhecimento, mas pode também desencadear ciclos de autorreforço que em última análise deixarão o planeta inabitável". Bob Ward, diretor do Centro para Economia e Política da Mudança Climática da Escola de Economia e Ciência Política de Londres, disse que o relatório é falho especialmente no Sumário para os Legisladores, um resumo e guia prático escrito em linguagem acessível direcionado aos leigos, omitindo ou minimizando alguns riscos graves trabalhados em detalhe nos capítulos integrais, como os riscos de mudanças abruptas e radicais no clima, a possibilidade de aumento dos conflitos armados e de migrações em massa. Também expressaram preocupação com a omissão ou rebaixamento de riscos Mario Molina, ganhador do Prêmio Nobel de Química, Durwood Zaelke, fundador do Instituto para Governança e Desenvolvimento Sustentável, e Veerabhadran Ramanathan, professor da Universidade da Califórnia, entre outros.